# 女ガンマン 皆殺しのメロディ
『女ガンマン 皆殺しのメロディ』（おんなガンマン みなごろしのメロディ、原題：Hannie Caulder）は1971年公開のイギリス映画。ラクエル・ウェルチ主演による西部劇である。
クエンティン・タランティーノは、『キル・ビル』の製作にあたってインスピレーションを受けた作品のひとつに本作を挙げている。日本では劇場未公開だが、テレビ放送およびビデオソフト化は行われている。

## ストーリー
アメリカ西部。町と町の間で夫・ジムと農場を営むハニー・コールダーの日常は、逃亡中の凶悪な犯罪一味にして賞金首であるエメット、フランク、ルーファスのクレメンス3兄弟によって打ち砕かれる。3兄弟はジムを殺害し、彼女を暴行したすえ、住宅を焼き払い、ハニーを炎の中に残して立ち去る。生き延びたハニーが夫の遺体を埋葬しているところを、賞金稼ぎのトーマス・プライスが通りかかる。最初はプライスをならず者と思って襲いかかったハニーだが、彼の素性を理解するとプライスに事情を語り、自らの身体を差し出して「復讐のためにガンマンとして鍛えてくれ」と頼み込む。プライスは一度自分を襲いながら殺しきれなかった彼女に銃を教えても死ぬだけだと判断して「もし手を出そうとすれば銃を向けてくる。あんたは嘘つきだ」と断るが、ハニーはプライスの旅路を延々とついて行く。
プライスはハニーが悪夢に悩まされる様子を見たことで彼女の願いを受け入れ、ともにメキシコの銃鍛冶・ベイリーのもとへ向かう。旅の中でプライスは紳士的な態度を崩さず、同時に凄腕の賞金稼ぎとして犯罪者を仕留めると賞金から犯罪者の葬式代を支払う姿をハニーに見せ、ベイリーが家族のために生きている事から「男は墓石以外に何かを残さねばならない。女も同じだ」と言って聞かせる。訪れた二人を迎えたベイリーは、筋力の足りないハニーのために威力と速射性を両立させた、引き金のすぐ下に撃鉄を配置することで中指で撃鉄を起こしつつ人差し指で引き金を引ける、特製の45口径リボルバーを作り、ハニーに与える。そしてプライスが考案したさまざまなトレーニング法でガンマン修行に励むハニーだったが、ベイリーの家を無法者の集団が襲って銃撃戦が繰り広げられた際に、無法者にとどめを刺すことができなかった。
一方、クレメンス3兄弟は各地で駅馬車強盗や銀行強盗などを繰り返しながら、西部の荒野をひたすらに逃げ続けていた。しかし行き当たりばったりで考え無しなその犯行は上手くいかず、兄弟は徐々に行き詰まり、追い詰められていく。また、プライスと旧知の黒衣のガンマン・通称「牧師」が、ベイリーの家で出会って以来プライスとハニーを尾行していた。
ついに3兄弟を先回りして彼らの訪れる街に到着したプライスとハニーだったが、どうしても人を殺せないハニーを見かねたプライスは自分が銃を教えたため彼女を危険に晒した事を後悔し、ハニーに「勝っても負けても負けだ。人を殺せば前と同じではいられない」とさとし、復讐を諦めるようすすめる。だが、ハニーはそれをはねつけ、「銃を教わった以上もう用済みだ」とプライスに別れを告げる。プライスは「前にも言ったが君は嘘つきだ」と告げ、彼女を置いて宿を去ろうとするが、そこにクレメンス3兄弟が到着する。ハニーに人を殺させたくないプライスは、3兄弟のひとりであるフランクを捕らえようとするが、弟の窮地に気づいた長兄のエメットがプライスの腹にナイフを投げつける。兄弟は逃げ、プライスは駆けつけたハニーに「必ず奴らに勝つと約束しろ」と告げて絶命する。
ハニーは兄弟の行き先を探り、酒場の2階で娼婦と過ごしているフランクを発見。フランクにガンベルトをつけさせた上で決闘を挑み、左腕を撃たれたものの、かつてとは異なりなんとかフランクにとどめを刺して勝利する。賞金を得たハニーは、プライスの流儀にならって、その賞金を全額使ってフランクの葬儀を行う。フランク埋葬の知らせを聞いて無人の墓地にやって来たエメットとルーファスは、自分たちの分の墓穴がすでに掘られているのを見てハニーによる復讐の意志をさとり、彼女の殺害を決意。怒りに燃えるルーファスからハニーは町で襲撃を受けるが、吊った左腕の包帯に隠した銃の早撃ちで返り討ちにし、また賞金で彼の葬式を出す。しかしハニーがいるせいで騒動になるのを嫌った保安官に街を出るよう要求された事で、「刑務所跡で待っている」とエメットへの伝言を託して街を後にする。
廃墟となった刑務所跡に、エメットはひとりでやって来る。当初は遮蔽物を利用して戦いを有利に進めたハニーだが、戦いが長引いたことで影によって位置を見破られてしまい、エメットに背中をとられてナイフで殺されそうになる。しかしそこに「牧師」が現れ、エメットの手からナイフを撃ち落としたことで窮地を脱する。「牧師」はメキシコで見かけたハニーを助けるために、彼女の様子をずっと見届けていたのだった。ハニーは改めて正面からエメットと対決し、プライスの教えを胸に彼を倒す。
かつてプライスは「勝っても負けても負けだ。人を殺せば前と同じではいられない」とハニーに告げた。だがハニーは彼に「必ず勝つ」と約束した。ハニーはエメットの死体を馬に積み、青空の下、「牧師」とともに町へ戻るため荒野を急ぐ。

## 登場人物
ハニー・コールダ―
本作の主人公。
金髪の美女で、夫ジムと共に街から離れた荒野で牧場を営んでいた。しかしクレメンス三兄弟によって襲撃され、夫は惨死。ハニー自身も三兄弟によって凌辱された上に家を焼かれ、何もかも失ってしまう。生き残ったハニーは、燃え残った毛布一枚を裸体に纏って復讐を誓った。
気丈に振る舞ってはいるが凌辱の傷跡は心に深く残っており、精神的には不安定な上、悪夢に悩まされている。またガンマンとしての訓練を受けても心までは追いつかないため、無法者のたむろする酒場でプライスの名を呼んで彼の正体をバラしてしまうなど迂闊な部分も多く、さらに敵にとどめを刺す事がなかなかできない。これらの事を見抜いたプライスからは度々復讐をやめるよう諭され、一度は決別するものの、彼の死に際に和解を果たし、約束を守るために三兄弟に単独で挑む。
女性であるため筋力に乏しく、これを補うためベイリーの制作した特注の45口径トランター・ダブルトリガー・パーカッション・リボルバー拳銃を用いる。これは通常の撃鉄の他にもう一つ撃鉄が第二の引き金として備わっているもので、人差し指と中指で二つの引き金を同時に引くことで容易に射撃できるというもの。ハニーはなかなか相手にとどめを刺す事ができなかったが威力は絶大であり、直撃を受けたフランクの遺体は保安官いわく「真っ二つになった」との事。
トーマス・ルーサー・プライス
凄腕の賞金稼ぎ。
一見して眼鏡をかけた学者風の紳士だが、その名を聞けば無法者どもは震え上がり、保安官ですら畏まるほどに知られた人物。賞金首を仕留めた帰路にハニーの牧場に立ち寄った際、襲撃を受けた直後だった彼女に無法者と誤解されて襲われた事でハニーと縁を持つことになる。
ハニーが悪夢に悩まされていることを知ってガンマンとして鍛えることを約束したが、同時にハニーの心の繊細さも見抜き、復讐によって彼女が死ぬこと、成功しても彼女の女性らしい心が失われてしまうことを危惧し、度々復讐をやめるようさとしている。そしてハニーに軽率に銃の扱いを教えてしまった事を後悔し、最終的に一人でクレメンス兄弟を捕らえようとした事でエメットの投げナイフを受け、命を落とした。
「男は墓石以外に何か生きた証を残さねばならない」として、賞金首を仕留めたらその賞金で葬式をあげる事を流儀としており、この流儀はハニーに受け継がれた。その他、ハニーに多くの教えを伝えており、それらがクレメンス三兄弟との戦いで彼女を勝利へと導いていく。
使用する銃はアダムス・リボルバー。ベイリーからは「あの古いアダムスはまた暴発したか？」と聞かれ「相変わらずだ」と答えている。ベイリー宅を襲撃してきた強盗との戦いではアダムス・リボルバーで迎え撃った。また予備武器としてスミス&ウェッソン モデル3を携行しており、ハニーの射撃訓練に際して此方を貸し出している。クレメンス兄弟との対決でもスミス&ウェッソン モデル3を用いた。
ベイリー
メキシコ人のガンスミス。プライスの友人。
凄腕だが、家族を危険から遠ざけつつ養うため、街から離れた場所に工房を持っている。訪れたプライスの頼みを聞き、ハニーのために特製の45口径拳銃を制作する。またハニーの修行のため二人が長期滞在する際も、快く宿を提供した。
元は南北戦争で南軍側に協力していたが、南軍の敗北によって北軍に追われる事になったという過去がある。それでも家族のために働き続けていることで、プライスからは尊敬に値すると評価されている。
エメット・クレメンス
クレメンス三兄弟の長男。
弟二人を叱り飛ばし、二人を率いて銀行強盗や駅馬車強盗などを繰り返す無法者。しかし二週間で四度の襲撃に失敗、続く銀行強盗でも失敗するなど犯罪者としては成功しておらず、徐々に追い詰められていく。
ナイフ投げの達人で、これによって兄弟の窮地を度々救っている。プライスに襲われたフランクを救ったのもナイフ投げによるもので、プライスに致命傷を与えた。また散々罵倒しながらも弟たちを見捨てることはなく、フランクの墓前でハニーへの復讐を誓う。
刑務所跡地でのハニーとの決戦では当初は遮蔽物を利用したハニーに翻弄されるも、すぐに彼女の影から位置を割り出して背後を取るなどハニーを上回る技量を見せる。しかし構えたナイフを牧師に撃ち落とされ、結果的にハニーと正面から対決することに。ハニーが銃をホルスターに納めて早撃ちを挑んできた事を嘲笑するが、抜き撃ちの速さで負け、呆然としたまま死亡した。
使用する銃はレミントン1875。
フランク・クレメンス
クレメンス三兄弟の次男。
いつもエメットと一緒にルーファスを叱責し、また小馬鹿にする事が多いが、エメットに対しても皮肉を飛ばしている口の悪い男。一方、ルーファスが縄に絡まって逃走できないときは文句を言いながらも助けるなど、弟を見捨てる事は無い。
冒頭の銀行強盗の際に片足を撃たれているため逃走の速度が上がらず、またダイナマイトを所持しているなど準備は良いが知識が伴っていないため金庫爆破に失敗するなど、結果的にルーファスともども兄弟が追い詰められていく一因となってしまっている。
女好きで、娼館を訪れるために散髪したところをプライスに襲撃された。しかしエメットの助けで窮地を切り抜け娼館で娼婦と過ごしていたところを今度はハニーに襲撃され、ガンベルトをつけて対決、ハニーに手傷を負わせるも射殺され、三兄弟最初の死者となる。
賞金は100ドル。プライスに言わせると「暴騰している」との事。
使用する銃はコルト・シングル・アクション・アーミー。
ルーファス・クレメンス
クレメンス三兄弟の三男。
考え無しで迂闊、直情的で、欲望に素直な男。ついカッとなって何をしでかすかわからない部分があり、エメットと交渉中だったジムを問答無用で射殺し、ハニーを真っ先に凌辱した。実の父も撃ち殺した事が示唆されているが、当人曰く「銃を整備中の事故だった」との事。
自分の馬にやたらと拘って逃走が遅れたり、駅馬車の見張りを見落としたりなどで、いつも上の兄弟二人に叱り飛ばされている。ただ兄と違って字は読めるようで、フランクの葬式のために聖書を盗んで読み上げようとしたり、信心深く神の怒りを恐れている。
いつも馬鹿にされているがフランクが死ぬと号泣しながら彼を弔うなど兄思いな性格で、フランクを殺したのがハニーだと知ると一人で彼女を襲撃。徹底的にいたぶってから殺すためエメットのもとへ連れ帰ろうとするが、その隙を突かれてハニーが負傷した左腕の包帯に隠していた拳銃で射殺された。
ハニーを襲撃する際はコルト1878二連装ショットガンを短銃身に改造したコーチガンを使用。
牧師
謎の男。黒衣を纏ったまるで牧師のようなガンマンで、プライス、ベイリーと旧知の間柄。
メキシコでベイリーの工房を訪ねたときにハニーと邂逅しており、その後、意図してか偶然か、クレメンス三兄弟とハニーが街を訪れた場面を目撃。おそらくはプライスの死を知った事で孤立無援となったハニーの身を案じ、刑務所跡での対決で彼女を援護した。
使用する銃はコルト・シングル・アクション・アーミー。劇中では一丁しか使用していないが、ベルトには二丁帯びている。

## キャスト
| 役名                         | 俳優                                    | 日本語吹替                    |
| 役名                         | 俳優                                    | NETテレビ版                   |
| ---------------------------- | --------------------------------------- | ----------------------------- |
| ハニー・コールダ―            | ラクエル・ウェルチ                      | 小原乃梨子                    |
| トーマス・ルーサー・プライス | ロバート・カルプ                        | 小林清志                      |
| エメット・クレメンス         | アーネスト・ボーグナイン                | 富田耕生                      |
| ベイリー                     | クリストファー・リー                    | 北川国彦                      |
| フランク・クレメンス         | ジャック・イーラム                      | 雨森雅司                      |
| ルーファス・クレメンス       | ストローザー・マーチン                  | 田中康郎                      |
| マダム（娼婦の元締め）       | ダイアナ・ドース                        | 渡辺典子                      |
| リー保安官                   | ルイス・バルブー （ノンクレジット）     |                               |
| 牧師                         | スティーヴン・ボイド （ノンクレジット） |                               |
| 隊長                         | アルド・サンブレル （ノンクレジット）   | 水鳥鉄夫                      |
| ギタリスト                   | パコ・デ・ルシア （ノンクレジット）     |                               |
|                              |                                         |                               |
| 演出                         | 演出                                    | 春日正伸                      |
| 翻訳                         | 翻訳                                    | 宇津木道子                    |
| 効果                         | 効果                                    | 赤塚不二夫                    |
| 調整                         | 調整                                    | 山田太平                      |
| 制作                         | 制作                                    | 日米通信社                    |
| 解説                         |                                         |                               |
| 初回放送                     | 初回放送                                | 1976年2月7日 『土曜映画劇場』 |

## スタッフ
- 監督：バート・ケネディ
- 製作：パトリック・カーティス
- 原案：ピーター・クーパー
- 脚本：バート・ケネディ、デヴィッド・ハフト
- 撮影：テッド・スケイフ
- 音楽：ケン・ソーン